# San Juan County, Utah
San Juan County är ett administrativt område i delstaten Utah, USA, med 14 746 invånare. Den administrativa huvudorten (county seat) är Monticello. San Juan County är det ytmässigt största countyt i Utah. Countyt är uppkallat efter San Juan River, som i sin tur namngavs av spanska upptäcktsresande.
Del av Canyonlands nationalpark, Hovenweep nationalmonument, Rainbow Bridge nationalmonument och Natural Bridges nationalmonument ligger i countyt.  

## Geografi
Enligt United States Census Bureau har countyt en total area på 20 547 km². 20 255 km² av den arean är land och 292 km² är vatten. 

### Angränsande countyn
- Grand County, Utah - nord
- Mesa County, Colorado - nordöst
- Montrose County, Colorado - nordöst
- San Miguel County, Colorado - öst
- Dolores County, Colorado - öst
- Montezuma County, Colorado - öst
- San Juan County, New Mexico - sydöst
- Apache County, Arizona - syd
- Navajo County, Arizona - syd
- Coconino County, Arizona - sydväst

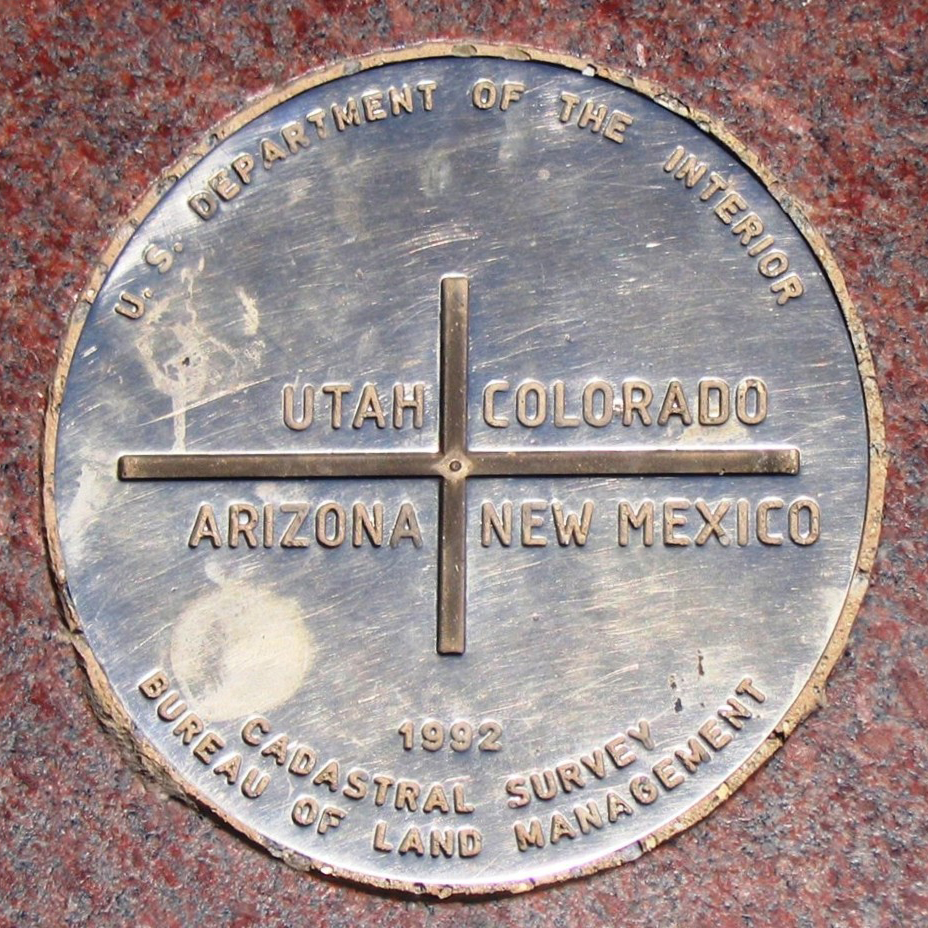
Gränsmarkeringen vid Four Corners Monument, den enda plats i USA där fyra delstater möts, ligger vid San Juan County

- Kane County, Utah - väst
- Garfield County, Utah - väst
- Wayne County, Utah - väst
- Emery County, Utah - nordväst